# Ludwik Lech Jaksztas
Ludwik Lech Jaksztas (ur. 7 marca 1950 w Warszawie, zm. 20 marca 2013 tamże) – polski malarz i grafik.

## Życiorys
Ludwik Lech Jaksztas nie posiadał wykształcenia plastycznego. Od 1979 był członkiem Związku Polskich Artystów Plastyków (ZPAP). Zajmował się malarstwem i ilustracją książek.
Jego prace znajdują się w zbiorach prywatnych i muzeach, zarówno w kraju, jak i za granicą, w tym między innymi w zbiorach Muzeum Sztuki Współczesnej w Radomiu. Prace artysty były prezentowane na ponad 200 wystawach.
Ludwik Lech Jaksztas odbywał karę pozbawienia wolności w zakładzie karnym pod Włocławkiem, w związku z usiłowaniem zabójstwa swojej żony, malarki Jolanty Jaksztas. Organizował tam wystawy swoich prac.
Artysta zmarł tragicznie w godzinach popołudniowych 20 marca 2013 r., w swoim mieszkaniu na warszawskim Mokotowie, przy ul. Wałbrzyskiej, gdzie mieszkał wraz z żoną i synem. Przyczyną śmierci były liczne rany cięte górnej części klatki piersiowej i głowy, zadane tasakiem kuchennym. Do zabójstwa przyznał się syn artysty, który sam zgłosił się na komendę, informując o zdarzeniu. W momencie zatrzymania miał 2,4 promile alkoholu we krwi. W złożonych zeznaniach syn artysty przyznał się do zamordowania ojca oraz opisał szczegółowo przebieg całego zajścia. Jak twierdzi motywem zbrodni były sprawy osobiste wynikające z charakteru ofiary i jego relacji z najbliższym otoczeniem. W momencie zajścia w domu znajdowała się także żona artysty, a matka sprawcy. Według ustaleń nie brała ona jednak udziału w zajściu. Synowi artysty został przedstawiony zarzut zabójstwa, grozi mu wyrok dożywotniego pozbawienia wolności.